# Batalla de Alsasua
La batalla de Alsasua fue uno de los combates de la Primera Guerra Carlista.

## Antecedentes
La rebelión estalló después de la convocatoria de las Cortes el 20 de junio de 1833 cuando el pretendiente don Carlos, refugiado en Portugal se negó a jurar lealtad a María Cristina de Borbón-Dos Sicilias y el 1 de octubre, apoyado por Miguel I reclamó su derecho al trono.
En la práctica la revuelta, que no tuvo el apoyo del ejército, empezó el día 2 en Talavera de la Reina cuando los voluntarios realistas locales proclamaron a Carlos rey de España iniciando una serie de insurrecciones de guerrilleros, exmilitares y voluntarios, asumiendo en muchos casos el control del gobierno municipal, en general con poco éxito, excepto en el País Vasco, Navarra y Logroño, pero sin llegar a controlar más que por escaso tiempo las ciudades de estos territorios, y la guerra empezó el 6 de octubre cuando el general Santos Ladrón de Cegama tomó Logroño, pasando en Navarra para unirse con los sublevados; fue capturado en la batalla de Los Arcos y fusilado a los pocos días. En Cataluña, la rebelión de José Galceran en Prats de Llusanés el 5 de octubre fue sofocada por el capitán general Llauder.
La presencia carlista quedó debilitada con la campaña del liberal Pedro Sarsfield y Tomás de Zumalacárregui asumió el mando de los contingentes navarros el 15 de noviembre, y de las tres provincias vascas tres semanas después, reactivó la rebelión en el norte, organizó el ejército carlista al unir los batallones de Álava y Navarra y a pesar de la carencia de munición, los hizo entrar en combate. El 27 de enero de 1834 Zumalacárregui capturó la Real Fábrica de Armas de Orbaiceta y con las armas tomadas hizo varios ataques, provocó la sustitución del general Valdés por Vicente Genaro de Quesada, que empezó las represalias.

## La batalla
El 22 de abril de 1834 Tomás de Zumalacárregui atacó un convoy liberal que se dirigía a Vitoria en Pamplona encabezado por el general Vicente Genaro de Quesada. Después de dejarlos llegar a Alsasua fueron atacados por todos los flancos, y al ser imposible la retirada hacia Vitoria, puesto que en Salvatierra había carlistas, Quesada tuvo que escapar por la sierra y llegar a Guipúzcoa perseguido por los absolutistas.

## Consecuencias
Los liberales sufrieron muchas bajas y Tomás de Zumalacárregui tomó muchos prisioneros, con los cuales formó los Guías de Navarra ante la opción de unirse a las tropas carlistas o de ser ejecutados. Después de la derrota a la batalla de Gulina, Vicente Genaro de Quesada fue sustituido por el general José Ramón Rodil y el 9 de julio don Carlos entró a Navarra por Zugarramurdi, confirmando a Zumalacárregui como comandante general.